# Dhami (Mustang)

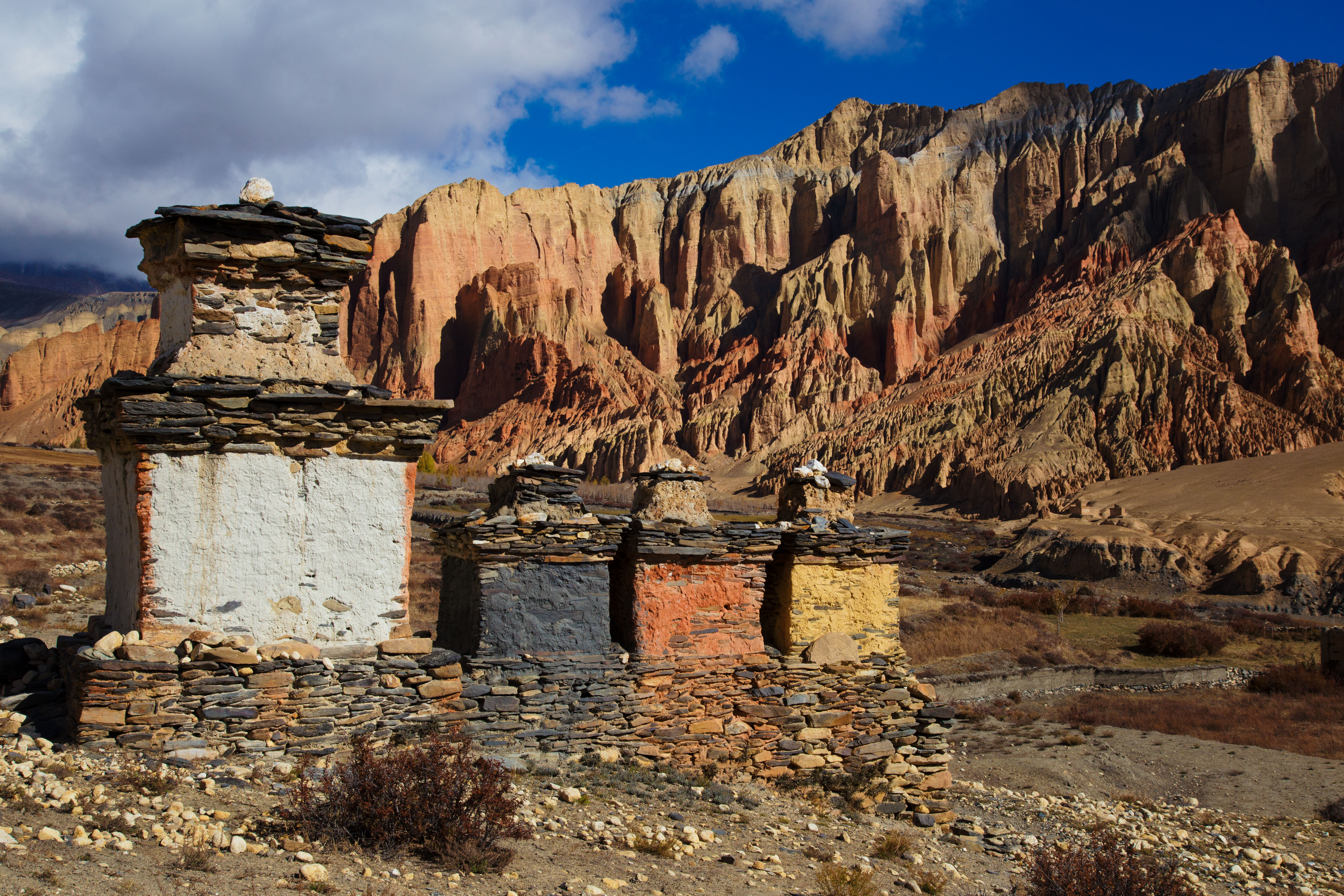
Die Felswände von Dhakmar

Dhami (Nepali कागबेनी) ist ein im Distrikt Mustang (Nepal) auf der westlichen Seite des oberen Flusstals des Kali Gandaki gelegenes Village Development Committee (VDC).
Der Hauptort Ghami liegt 35 km nordnordöstlich von Jomsom am Ghami Khola, einem rechten Nebenfluss des Kali Gandaki. Dhami liegt auf der Trekkingroute von Jomsom nach Lo Manthang.

## Einwohner
Bei der Volkszählung 2011 hatte Dhami 611 Einwohner (davon 285 männlich) in 169 Haushalten.

## Dörfer und Weiler
Dhami besteht aus mehreren Dörfern und Weilern:
- Akiama (3540 m)
- Chhunggar (3725 m ⊙)
- Chungsi (3940 m)
- Dhakmar (3786 m ⊙)
- Ghami (3590 m ⊙)
- Ghiling (3500 m ⊙)
- Jhainte (3820 m ⊙)
- Sangboche (3780 m ⊙)
- Tama Gaun (3675 m ⊙)
- Yamda (3870 m)

## Sehenswertes

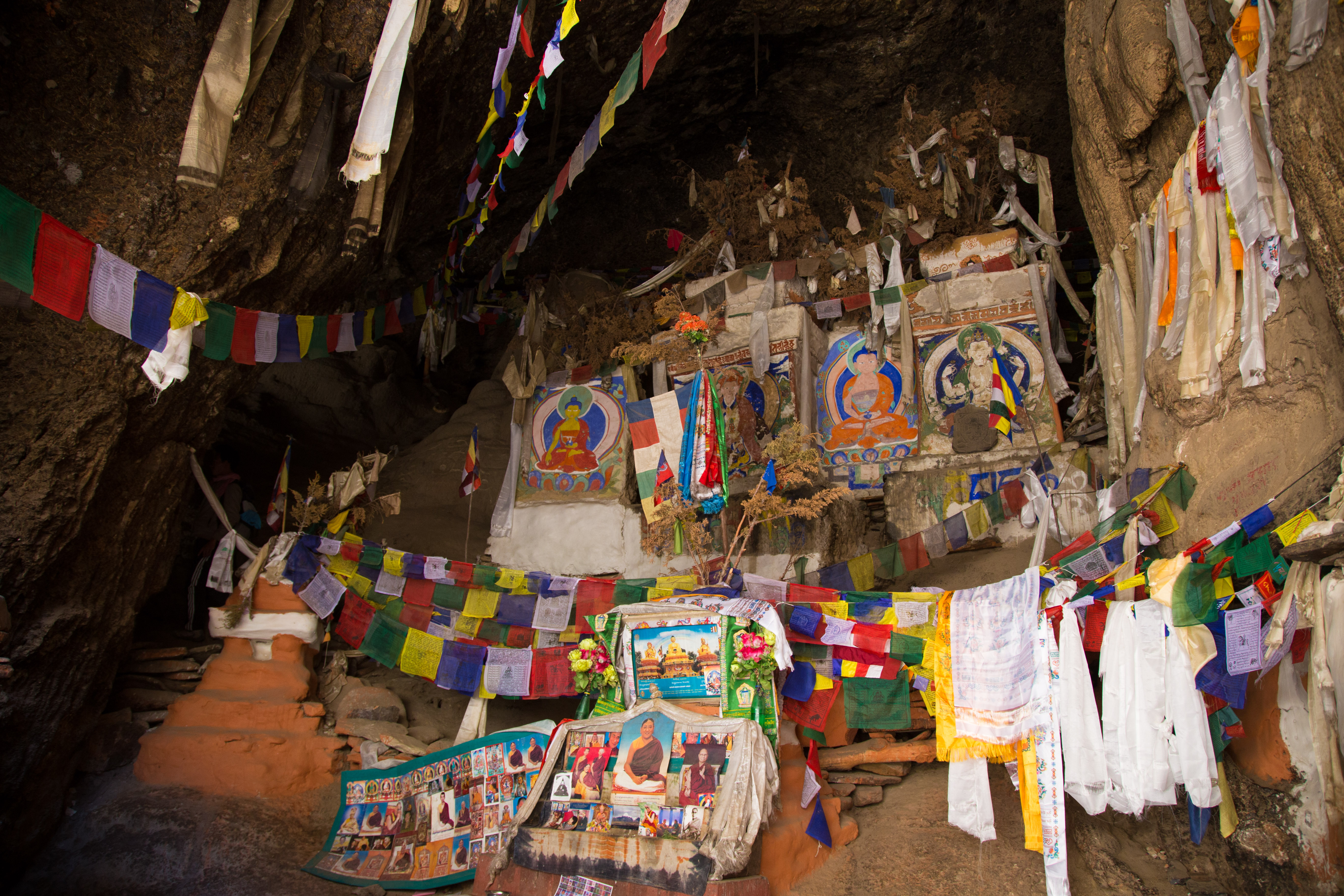
Grotte von Ranchung

- Grotte von Ranchung (⊙)